# Muntanyes Obcina Mestecăniș

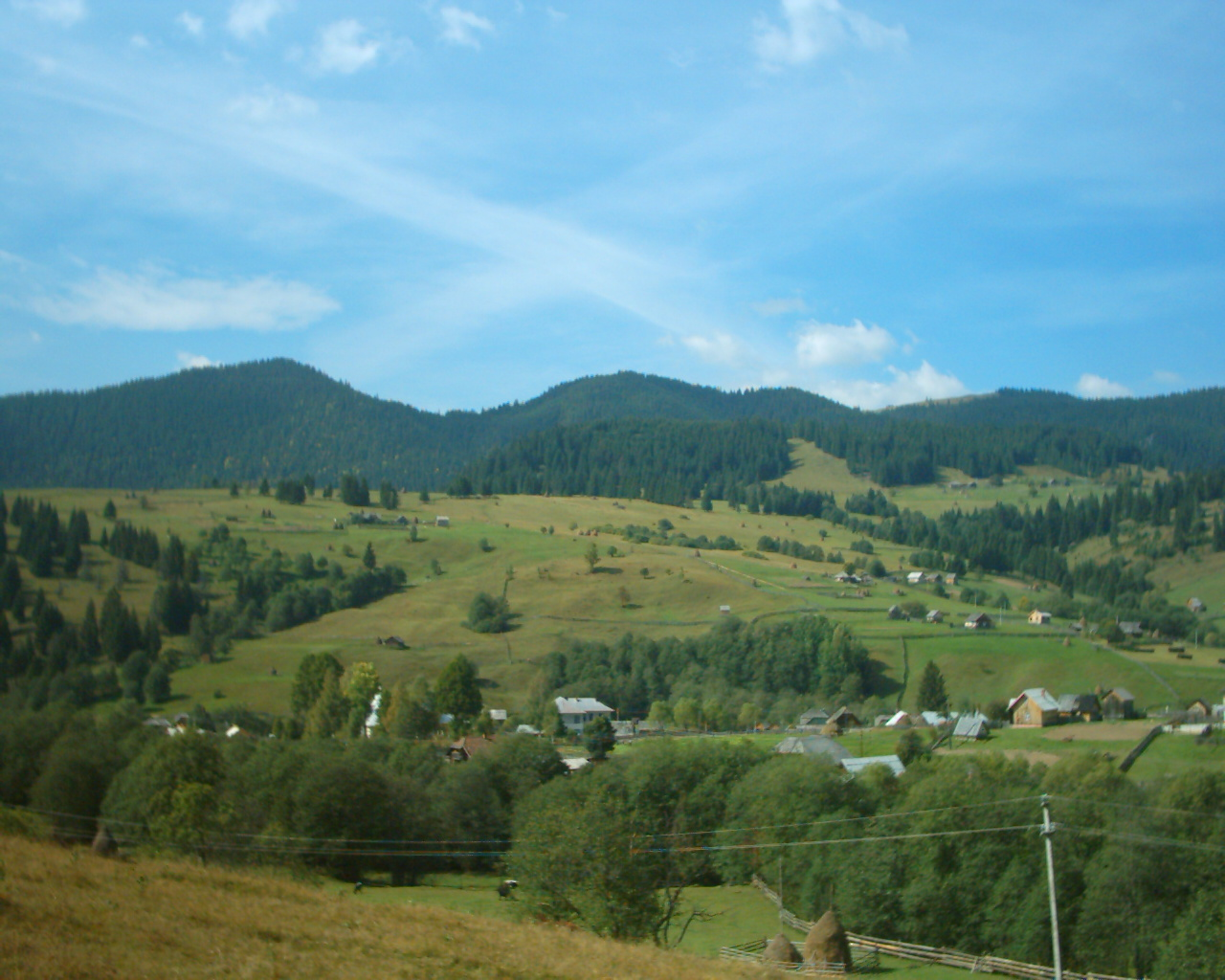
Les muntanyes Obcina Mestecăniș vistes des de Benia, Moldàvia-Sulița

La serralada de les muntanyes Obcina Mestecăniș és una serralada de Romania. Geològicament pertanyen al grup dels Carpats de Moldàvia i Muntènia de la zona dels Carpats Orientals Exteriors.
És habitual dividir els Carpats Orientals (Carpații Orientali) en tres grups geogràfics (nord, centre i sud). La categorització romanesa inclou Mestecăniș Ridge dins dels Carpats septentrionals de Maramureș i Bucovina (en romanès Grupa Nordică, Munții Carpați ai Maramureșului și Bucovinei).
De les muntanyes Obcina Mestecăniș en neix el riu Suceava. El cim més alt és el pic Lucina, a 1.588 metres d'altitud. La serra forma part dels subcarpats de Bucovina (Obcinele Bucovinei).